# محوطه دوگر
محوطه دوگر مربوط به دوره ساسانیان - سده‌های اولیه دوران‌های تاریخی پس از اسلام است و در شهرستان چرداول، بخش شیروان، حاشیه شرقی روستای دوگر (دوگل) واقع شده و این اثر در تاریخ ۷ اسفند ۱۳۸۶ با شمارهٔ ثبت ۲۱۲۸۱ به‌عنوان یکی از آثار ملی ایران به ثبت رسیده است.